# 村上光清

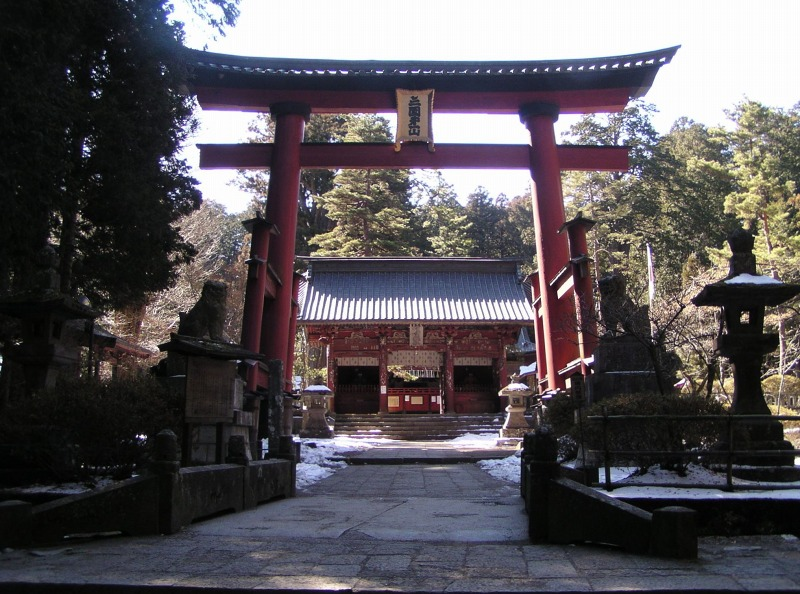
北口本宮冨士浅間神社

村上 光清（むらかみ こうせい、天和2年12月29日（1683年1月26日） - 宝暦9年9月17日（1759年11月6日））は、日本の宗教家。富士講の指導者。本名は村上 三郎右衛門（むらかみ さぶろうえもん）で、光清は行名（富士講修行者としての名前）。
富士講の開祖とされる角行直系の指導者として父・村上月心とともに江戸で富士講の布教に努め、後に「光清派」（村上派、正統派とも）と呼ばれる一派をおこした。享保年間、私財を投じて、荒廃していた北口本宮冨士浅間神社を復興させる大事業をおこなったことで有名。同時代の富士講指導者である食行身禄が貧しい庶民に教線を広げ「乞食身禄」と呼ばれたのに対して、「大名光清」と呼ばれた。両者の活動により、その後富士講は関東で最盛期を迎える。

光清の死後、枝講を認めた身禄派に対し、認めなかった光清派は徐々に衰退し、村上講（のちに富士御法家）は昭和に入り、十七代で断絶した。光清派の後継を称する宗教としては冨士教などがある。